# 刘祁涛
刘祁涛（1938年2月—），男，四川成都人，中国无机化学家，辽宁大学教授，曾任第九届全国政协委员。